# Tigrul alb (film din 2012)
Tigrul alb (în rusă Белый тигр, transliterat: Belîi tigr) este un film rus de război, mister și acțiune din 2012, care a fost regizat de Karen Șahnazarov. Filmul a fost selectat pentru a participa la cea de-a 85-a ediție a Premiilor Oscar la categoria cel mai bun film străin, dar nu a ajuns în selecția finală. Filmul este bazat pe romanul Tanchistul (Tankist, ili "Belîi tigr") al romancierului rus Ilia Boiașov. Este prima operă de război a lui Șahnazarov și cel mai ambițios film al său.

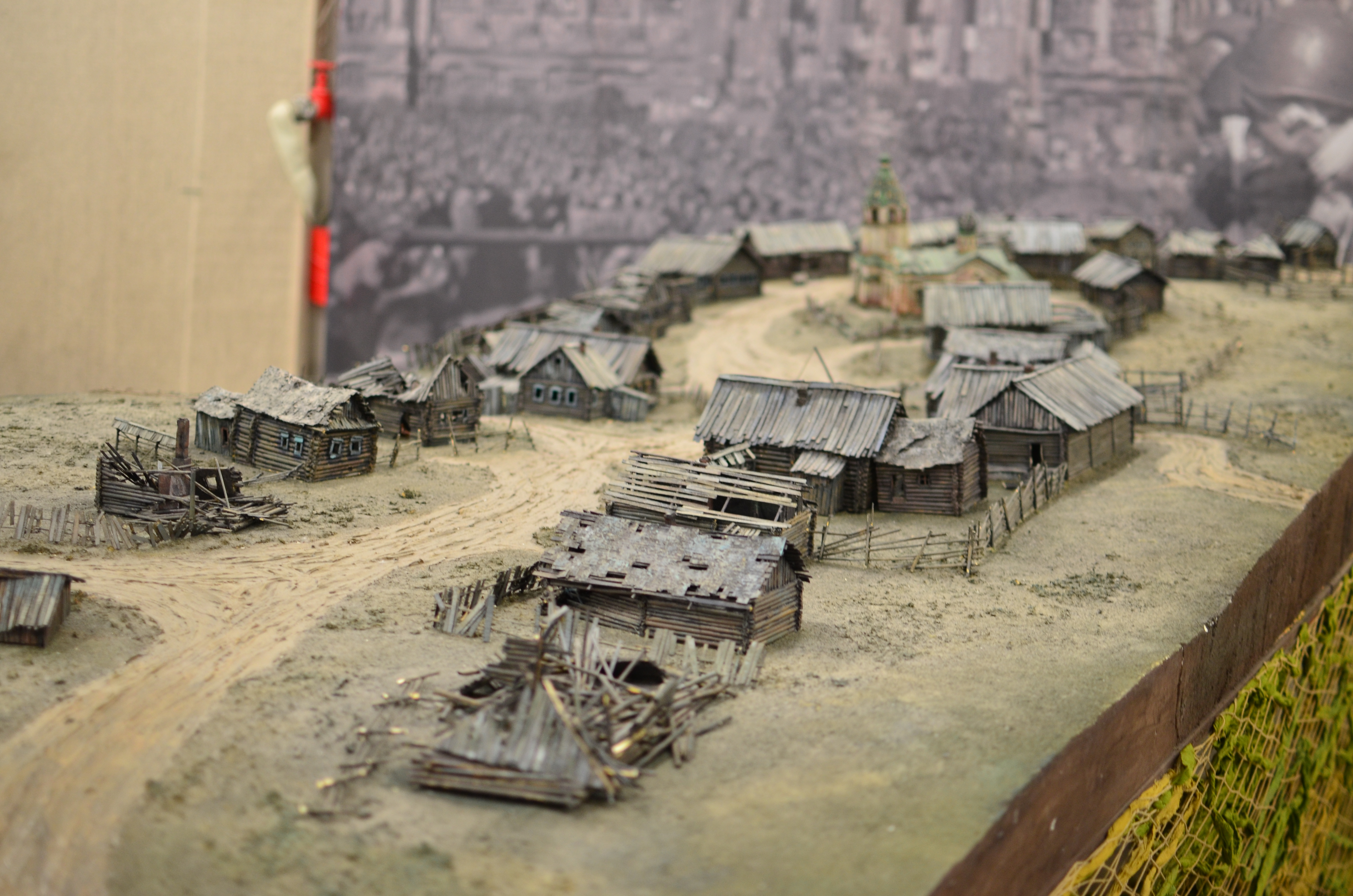
Macheta satului părăsit unde are loc ultima luptă dintre cele două tancuri

## Rezumat
Are loc în timpul celui de-al Doilea Război Mondial. După o luptă, un tanchist este găsit într-un tanc sovietic distrus. În mod miraculos el se recuperează după arsuri de 90% din suprafața corpului, dar suferă de amnezie și nu-și poate aminti identitatea. El primește un nou pașaport pe numele Naideonov (de la cuvântul rusesc pentru "găsit"), și s-a întors la datorie. Naideonov crede că are capacitatea de a comunica cu tancuri ca și cum ar fi oameni. De asemenea, în scurt timp el este recunoscut drept cel mai bun conducător de tanc din unitatea sa de armată.
Între timp, apar zvonuri despre un tanc invincibil nazist, care apare, aparent din senin, distrugând zeci de tancuri sovietice, și dispare la fel de repede. Acest misterios tanc inamic este poreclit "Tigrul alb" de către forțele sovietice.
Naideonov consideră că acest tanc este acela care aproape l-a omorât, și el este gata de răzbunare. Având în vedere abilitățile sale, Naideonov este recomandat și selectat în echipa formată pentru a distruge Tigrul alb. Naideonov este convins că tancul inamic este fără pilot, fiind, în esență, o fantomă de război.
Într-o acțiune militară ulterioară, într-un sat abandonat, Naideonov se angajează în luptă cu Tigrul Alb. Acesta din urmă este deteriorat, dar nu distrus, și reușește să scape.
După capitularea Germaniei Naziste, ofițerul îl îîntâlnește pe Naideonov și încearcă să-l convingă că războiul este terminat, dar acesta din urmă nu este de acord, spunând că războiul nu se va sfârși cu adevărat până când Tigrul alb nu este distrus.
În scena finală a filmului, Hitler este prezentat așezat într-o cameră mare, cu un șemineu, vorbind cu un străin și apărând acțiunile sale din timpul războiului.

## Distribuție
- Aleksey Vertkov - Ivan Naydenov
- Vitaliy Kishchenko - counterintelligence Colonel Aleksey Fedotov
- Gerasim Arkhipov - Captain Sharipov
- Aleksandr Bakhov - Kryuk
- Vitaliy Dordzhiev - Berdyev
- Dmitriy Bykovskiy-Romashov - General Smirnov
- Valeriy Grishko - Marshal of the Soviet Union Georgy Zhukov
- Vilmar Biri - Generaladmiral Hans-Georg von Friedeburg
- Klaus Gryunberg - Generaloberst Hans-Jürgen Stumpff
- Vladimir Ilin - Chief of the Hospital
- Dmitriy Kalyazin - young sailor
- Vitaliy Kishchenko - Major Fedotov
- Karl Krantskovski - Adolf Hitler
- Andrey Myasnikov - General
- Leonid Orlov - German POW
- Christian Redl - Generalfeldmarschall Wilhelm Keitel
- Maykl Shenks
- Mariya Shashlova - Voennvrach